# Luminiță
Luminița (Oenothera biennis) sau onagrul, este o plantă erbacee din familia Onagracee. Florile, de culoare galbenă, se deschid seara, puțin înainte de căderea nopții, și stau deschise până a doua zi, după care se închid și se usucă. Seara, alți boboci se deschid.